# 索尼Xperia SP
Sony Xperia SP是2013年Sony公司發佈的中階智慧型手機，是Sony Xperia S和Sony Xperia SL的兄弟機，屬於Xperia系列。
機身採鋁合金邊框，底部設有會變換多色的炫彩透明帶，會因應來電、訊息或音樂播放而閃耀不同的燈光效果，於2013年4月推出。Xperia SP採用Qualcomm MSM8960T 1.7GHz 雙核心處理器, 比起一般的雙核心處理器手機表現出更佳的性能。

## 硬件
Sony Xperia SP具備4.6吋觸控螢幕、防刮 TFT，解像度為720p。採用Qualcomm Snapdragon™ S4 MSM8960Pro 1.7GHz雙核處理器，800萬像素後置Exmor RS鏡頭，30萬像素前置鏡頭，內置1GBRAM、8GB快閃記憶體儲存。

## 作業系統
Xperia SP採用Android 4.1.2 Jelly Bean作業系統。
2014年2月12日，Sony官方發布Xperia SP的Android 4.3 Jelly Bean作業系統，將使用者介面最佳化，並以更順暢的圖形介面感受全新 Sony 使用者介面。

## 顏色
顏色包括：
| 顏色 | 名稱   | 英語    | 機面顏色 | 備註                  |
| ---- | ------ | ------- | -------- | --------------------- |
|      | 黑色   | Black   |          |                       |
|      | 白色   | White   |          |                       |
|      | 紅色   | Red     |          | 中國M35c/M35t無此顏色 |
|      | 洋紅色 | Apricot |          | 中國限定(M35c)        |

## Xperia ZL
其還有一個升級產品Xperia ZL在2013年1月發佈的旗艦級手機，它具有與Xperia SP類似的設計，但有套用了Sony全新的「全平衡」設計，重點在於「平衡與對稱」，而且要面面俱到。Xperia ZL 擁有圓弧邊緣及適合手握的彎曲線條，融入創新的邊框設計。它還有更大的5寸Reality Display螢幕，內置2GBRAM、16GB快閃記憶體儲存，支援Micro-SD。

## 外部連結
- Xperia™ SP - 索尼官方網站 （页面存档备份，存于）（中文）